# Chicago Cougars
Chicago Cougars byl profesionální americký klub ledního hokeje, který sídlil v Chicagu ve státě Illinois. V letech 1972–1975 působil v profesionální soutěži World Hockey Association. Cougars ve své poslední sezóně v WHA skončily v základní části. Své domácí zápasy odehrával v hale International Amphitheatre s kapacitou 9 000 diváků. Klubové barvy byly zlatá a zelená.
V roce 1974 se klub dostal do finále o Avco World Trophy, ve kterém podlehl Houstonu Aeros.

## Umístění v jednotlivých sezonách
Stručný přehled
Zdroj: 
- 1972–1973: World Hockey Association (Západní divize)
- 1973–1975: World Hockey Association (Východní divize)

Jednotlivé ročníky
Zdroj: 
Legenda: Z - zápasy, V - výhry, VP - výhry v prodloužení, R - remízy, P - porážky, PP - porážky v prodloužení, VG - vstřelené góly, OG - obdržené góly, +/- - rozdíl skóre, B - body, KPW - Konference Prince z Walesu, CK - Campbellova konference, ZK - Západní konference, VK - Východní konference, fialové podbarvení - reorganizace, změna skupiny či soutěže
| USA / Kanada (1972 – 1975) |                       |        |    |    |    |   |    |    |     |     |     |    |        |          |
| Sezóny                     | Liga                  | Úroveň | Z  | V  | VP | R | PP | P  | VG  | OG  | +/- | B  | Pozice | Play-off |
| 1972/73                    | WHA (Západní divize)  | –      | 78 | 26 | –  | 2 | –  | 50 | 245 | 295 | -50 | 54 | 6.     | –        |
| 1973/74                    | WHA (Východní divize) | –      | 78 | 38 | –  | 5 | –  | 35 | 271 | 273 | -2  | 81 | 4.     | Finále   |
| 1974/75                    | WHA (Východní divize) | –      | 78 | 30 | –  | 1 | –  | 47 | 261 | 312 | -51 | 61 | 3.     | –        |